# Donacochara deminuta
Donacochara deminuta là một loài nhện trong họ Linyphiidae.
Loài này thuộc chi Donacochara. Donacochara deminuta được George Hazelwood Locket miêu tả năm 1968.